# Liste der Naturdenkmale in Achern
| Naturdenkmale | Anzahl |
| ------------- | ------ |
| FND           | 0      |
| END           | 3      |
| Gesamt        | 3      |

Die Liste der Naturdenkmale in Achern nennt die verordneten Naturdenkmale (ND) der im baden-württembergischen Ortenaukreis liegenden Stadt Achern. In Achern gibt es insgesamt drei als Naturdenkmal geschützte Objekte, keines ist ein flächenhaftes Naturdenkmal (FND), alle sind Einzelgebilde-Naturdenkmale (END).
Stand: 31. Oktober 2016.

## Einzelgebilde (END)
| Name                                  | Bild | Kennung     | Einzelheiten | Position | Fläche Hektar | Datum         |
| ------------------------------------- | ---- | ----------- | ------------ | -------- | ------------- | ------------- |
| Sommerlinde                           |      | 83170010001 | Achern       | ???      | 0,0           | 19. Okt. 1966 |
| 1 Stieleiche                          |      | 83170010003 | Achern       | ???      | 0,0           | 14. Nov. 1994 |
| 2 Linden am Bildstöckle in Malchhurst |      | 83170010002 | Achern       | ???      | 0,0           | 27. Juni 1980 |
| Legende für Naturdenkmal              |      |             |              |          |               |               |